# تشارلي يانغ
تشارلي يانغ (بالإنجليزية: Charlie Young)‏ (و. 1974 – م) هي ممثلة، ومغنية، ومخرجة سينمائية، من هونغ كونغ، ولدت في تايوان.

## وصلات خارجية
- تشارلي يانغ على موقع IMDb (الإنجليزية)
- تشارلي يانغ على موقع ألو سيني (الفرنسية)
- تشارلي يانغ على موقع ألو سيني (الفرنسية)
- تشارلي يانغ على موقع ميوزك برينز (الإنجليزية)
- تشارلي يانغ على موقع أول موفي (الإنجليزية)
- تشارلي يانغ على موقع قاعدة بيانات الأفلام السويدية (السويدية)
- تشارلي يانغ على موقع قاعدة بيانات الأفلام السويدية (السويدية)
- تشارلي يانغ على موقع ديسكوغز (الإنجليزية)
- تشارلي يانغ على موقع قاعدة بيانات الفيلم (الإنجليزية)
- تشارلي يانغ على موقع كينوبويسك (الروسية)